# Juri Gayed
Juri Gayed (* 2005 in Leipzig) ist ein deutscher Filmschauspieler und Kinderdarsteller.

## Leben
Gayed wuchs in Leipzig auf und interessierte sich schon früh für Schauspielerei.
Seit 2015 ist er als Filmschauspieler tätig und steht seitdem auch bei einer Casting-Agentur in Leipzig unter Vertrag. Im Jahr 2018 war er erstmals in einer Serie zu sehen, er wirkte in zwei Folgen der Fantasyserie Junas fantastische Reise mit. Ein Jahr später spielte er die Rolle des Anton in der Kinder-Serie Der Krieg und Ich.

## Filmografie (Auswahl)
- 2018: Junas fantastische Reise (Fernsehserie, 2 Folgen)
- 2019: Der Krieg und Ich (Fernsehserie, 1 Folge) OCLC 1135412682